# Corpiños en la madrugada
Corpiños en la madrugada es un demo de la banda argentina de rock Sumo, editado en 1983.
Fue grabado el 30 de octubre de 1983 en Estudios del Jardín, Buenos Aires, a excepción de "Warm Mist" grabada en los estudios Phonogram en 1982 y solo incluida en la reedición de 1993, tanto el casete como la reedición fueron lanzadas por Silly Records. 
El casete, del que salieron solo 300 ejemplares, se vendía a la salida de los recitales de la banda. Contiene canciones que después serían parte de los tres discos oficiales de Sumo. Entre los músicos invitados que forman parte del disco figuran Daniel Melingo y Daniel Colombres.

## Lista de canciones (edición original 1983)
| Lado 1 |                                                                        |          |  |
| N.º    | Título                                                                 | Duración |  |
| 1.     | «Night and Day» (Sokol/Daffunchio/Prodan)                              | 5:53     |  |
| 2.     | «Mejor no hablar (de ciertas cosas)» (Solari/Arnedo/Daffunchio/Prodan) | 5:30     |  |
| 3.     | «Banderitas y globos» (Prodan/Arnedo/Daffunchio)                       | 3:20     |  |
| 4.     | «Teléfonos que suenan en piezas vacías/White Trash» (Prodan)           | 8:46     |  |

| Lado 2 |                                                                           |          |  |
| N.º    | Título                                                                    | Duración |  |
| 1.     | «Una Noche en New York City (La Rubia Tarada)» (Prodan/Arnedo/Daffunchio) | 3:37     |  |
| 2.     | «Divididos por la felicidad» (Prodan/Daffunchio)                          | 4:49     |  |
| 3.     | «Quiero dinero» (Sokol/Daffunchio/Prodan/Arnedo)                          | 2:51     |  |
| 4.     | «Fuck you» (Sokol/Daffunchio/Prodan/Arnedo)                               | 1:53     |  |
| 5.     | «Disco Baby Disco (De Be De)» (Prodan/Arnedo/Daffunchio)                  | 3:07     |  |
| 6.     | «Heroin» (Prodan/Arnedo/Daffunchio)                                       | 5:40     |  |

## Lista de canciones (reedición 1993)
| N.º | Título                                                                 | Duración |  |
| 1.  | «Night and Day» (Sokol/Daffunchio/Prodan)                              | 5:53     |  |
| 2.  | «Mejor no hablar (de ciertas cosas)» (Solari/Arnedo/Daffunchio/Prodan) | 5:30     |  |
| 3.  | «Banderitas y globos» (Prodan/Arnedo/Daffunchio)                       | 3:20     |  |
| 4.  | «Teléfonos/White Trash» (Prodan)                                       | 8:46     |  |
| 5.  | «La Rubia Tarada» (Prodan/Arnedo/Daffunchio)                           | 3:37     |  |
| 6.  | «Divididos por la felicidad» (Prodan/Daffunchio)                       | 4:49     |  |
| 7.  | «Quiero dinero» (Sokol/Daffunchio/Prodan/Arnedo)                       | 2:51     |  |
| 8.  | «Fuck you» (Sokol/Daffunchio/Prodan/Arnedo)                            | 1:53     |  |
| 9.  | «De Be De» (Prodan/Arnedo/Daffunchio)                                  | 3:07     |  |
| 10. | «Breaking Away» (Prodan)                                               | 5:18     |  |
| 11. | «Nextweek» (Prodan/Arnedo/Daffunchio)                                  | 5:13     |  |
| 12. | «Warm Mist» (Prodan)                                                   | 6:48     |  |
| 13. | «Solo Piano» (Prodan)                                                  | 2:39     |  |

1. ↑  Grabado en estudios Phonogram 1982.

## Integrantes
Sumo
- Luca Prodan: Voz y guitarra.
- Germán Daffunchio: Guitarra eléctrica.
- Diego Arnedo: Bajo.
- Alejandro Sokol: Batería.
- Roberto Pettinato: Saxofón.

Invitados
- Daniel Colombres: Percusión en "Breaking Away".
- Daniel Melingo: Saxofón en "De Be De" y "La rubia tarada".
- Waly García: Piano en "Solo Piano" (Identificado como "El Pianista Desconocido del Litoral")

"Warm Mist" fue grabada en los estudios Phonogram en 1982 por la primera formación de Sumo
- Luca Prodan: Voz y guitarra.
- Germán Daffunchio: Guitarra eléctrica.
- Alejandro Sokol: Bajo.
- Stephanie Nuttal: Batería.

Personal adicional
- Ernesto Soca y Gustavo Dones - técnicos de grabación

- Datos: Q5788863